# Айни, Садриддин
Садридди́н Айни́ (тадж. Садриддин Айнӣ, настоящее имя Садридди́н Саи́д-Муродзо́да; 15 [27] апреля 1878, Бухарский эмират — 15 июля 1954, Сталинабад) — таджикский и узбекский советский писатель, общественный деятель и учёный, автор трудов по истории и литературе народов Центральный Азии. Основоположник таджикской советской литературы и один из зачинателей узбекской советской литературы. Герой Таджикистана (1998, посмертно). Кавалер ордена Республики Узбекистан «За выдающиеся заслуги» (2001, посмертно). 

## Биография

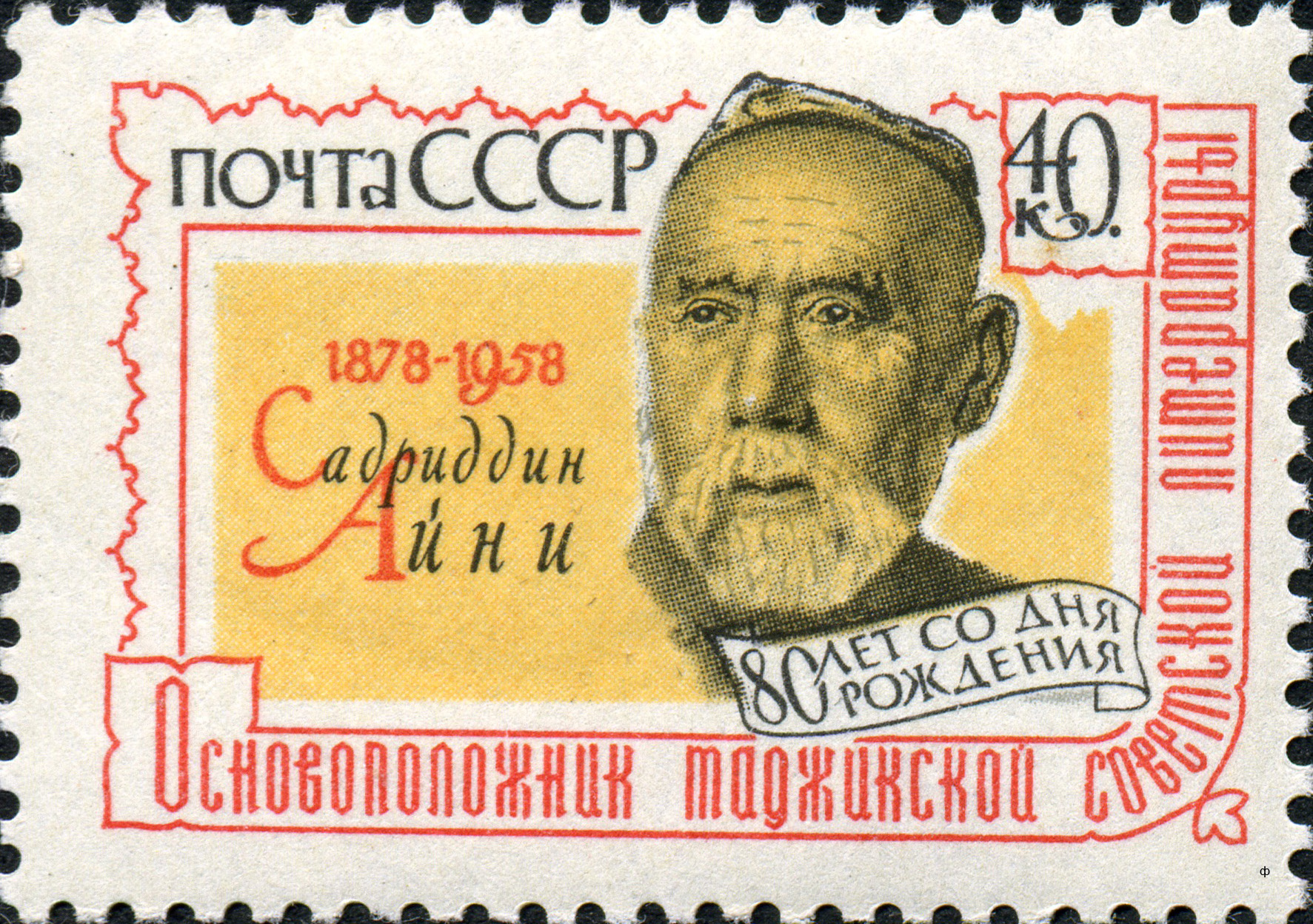
Почтовая марка СССР, 1958 г.

Родился 15 [27] апреля 1878 года в селе Сактар (ныне Гиждуванский район), в зажиточной крестьянской семье. Мать его происходила из села Махалаи Боло Шафирканского тумана (ныне Бухарской области Республики Узбекистан). В 1890 году, когда ему исполнилось 12 лет, от эпидемии холеры умерли его родители. Садриддина взял к себе старший брат, который жил в Бухаре. Там юный Айни поступил в знаменитое бухарское медресе Кукельдаш.
Учась в медресе, Айни одновременно работал дворником, поваром. Был близко знаком с видными бухарскими интеллектуалами, среди которых были Садр Зия, Дамулла Икрам и др. Садриддин Айни был участником движения просветителей — джадидов.
Важный момент в его жизни — общение с рабочими хлопкоочистительного завода на станции Кызыл-Тепе, где он работал с сентября 1915 по апрель 1916 года. Именно там нашёл он героев своих первых повестей, изданных много лет спустя.
В апреле 1917 года перед резиденцией эмира в Бухаре состоялось выступление крайне реакционных сил эмирата, главным образом представителей духовенства. Айни отказался участвовать в этой демонстрации верноподданнических чувств. За это его схватили дома озверевшие фанатики и подвергли публичному наказанию: он получил 75 ударов палками. Истерзанного Айни бросили в мрачное подземелье — тюрьму Обхону. Он разделил бы тяжелую участь многих своих сограждан, если бы вскоре не подоспели на выручку большевики, которых Совет рабочих и солдатских депутатов г. Кагана послал на помощь жертвам эмирского террора. На площади перед тюрьмой возник стихийный митинг. Вот тогда-то Айни впервые и встал под красное знамя революции.
Ко времени Октябрьской революции Айни написал много лирических стихотворений (одно из первых — «Роза» — появилось в 1896 г. Под ним уже стоял псевдоним Айни, то есть «глазастый»). После победы красных, Айни стал поэтом революции, летописцем истории родного народа.
В последующие годы принимал участие в установлении Советской власти в Бухаре. Как многие интеллигенты того времени, он связывал с Советской властью надежды на преодоление застоя в бухарском обществе времен правления эмира Алим-хана. Активно участвуя в «строительстве новой жизни», он стал советским литератором, заложившим национальные основы таджикско-узбекского «социалистического реализма». В 1951 году он стал первым президентом Академии наук Таджикской ССР, избирался в Верховный Совет СССР.
В советское время занимался в основном литературной деятельностью. Составил впервые антологию таджикского национального творчества «Образцы таджикской литературы».
С 14 апреля 1951 года — академик и первый президент АН Таджикской ССР. Депутат ВС СССР 3—4 созывов (с 1950 года).
В 1927 году — один из организаторов Самаркандской академии
Умер 15 июля 1954 года в Сталинабаде (ныне Душанбе, Таджикистан).

## Основные труды
Родившись в дехканской семье, Садриддин Айни знал как свой родной таджикский, так и узбекский язык, и писал произведения на обоих языках, также прекрасно владел арабским языком ещё со времен учёбы в медресе. Он внёс значительный вклад в литературу обоих среднеазиатских народов.
Его основные труды: «Одина» (опубликован в 1924), «Дохунда» (опубликован в 1930), «Рабы» (1934), «Смерть ростовщика» (1939) «Воспоминания» («Бухара»; 1949—1954). Повесть «Одина» считается началом новой таджикской литературы. Писатель Д. Икрами говорил «Все мы вышли из „Одины“..» «Дохунда» знаменует дальнейшее развитие автора в русле соцреализма. Если Одина пассивный герой, то Дохунда активный участник революции. «Рабы» — первый таджикский роман, рисующий жизнь Средней Азии от начала XIX века до 30-х годов XX века. В «Смерти ростовщика» создан колоритный образ ханжи и скряги Кори Ишкамба, сравнимый с Гобсеком, Плюшкиным, Иудушкой Головлёвым, и в то же время имеющий национальные таджикские черты.
Первый роман Садриддина Айни «Рабы» («Куллар») был опубликован в 1934 году в Ташкенте на узбекском языке и в 1935 году на таджикском языке
в Душанбе.
«Воспоминания» представляют по существу собрание новелл о детстве, юности автора и дают широкую картину жизни бухарского общества на рубеже веков. Они получили высокою оценку писателей СССР, например, Леонида Леонова, Константина Федина, а также иранских писателей[кто?]. За книгу «Воспоминания» (часть I, II) Садриддин Айни была присуждена Сталинская премия в 1950 году.

Высоко оценивали творчество устода также Самуил Маршак, Антанас Венцлова. Луи Арагон сравнивал его с Джеком Лондоном и Киплингом. Украинский писатель и литературный критик Иван Дзюба написал исследование об Айни. На Каирской конференции писателей Азии и Африки 1962 году он поставлен в один ряд с такими классиками востока как Рабиндранат Тагор, Лу Синь, Таха Хусейн. Произведения Айни переведены на русский, украинский, белорусский, литовский, польский, чешский, французский, урду.

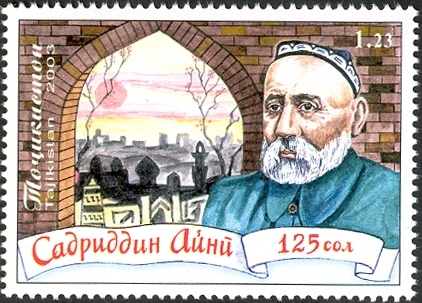
Почтовая марка Таджикистана, 2003 г.

Работал над составлением антологии «Образцы таджикской литературы», включавшей в себя лучшие образцы поэзии, начиная от Рудаки и до начала XX века. Этим изданием Айни доказывал существование самостоятельной таджикской нации, её истории и культуры в своём споре с пантюркистами. Сам писатель говорил, что «произведение на основе исторических фактов сорвало завесу с происков и домогательств пантюркистов и наложило на них печать молчания…». Вместе с тем, ещё в 1914 году Айни осудил неуместное использование термина «сарт» и предлагал применять термины «туркестанец» или «узбек» вместо него.

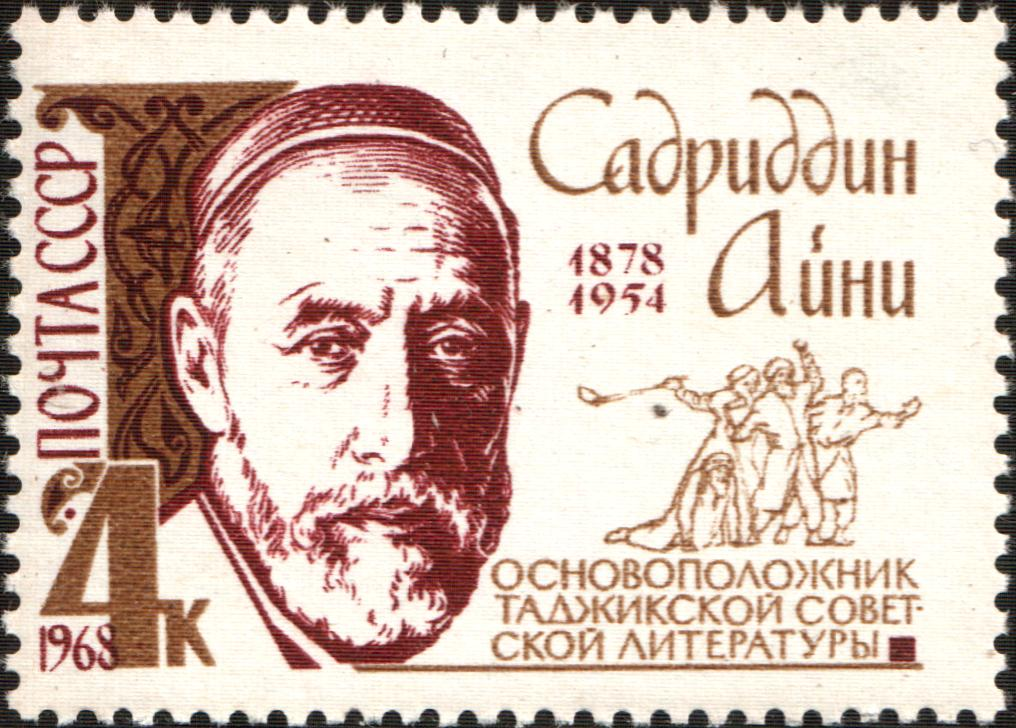
Почтовая марка СССР, 1968 год

Пантюркизм имел в начале 1920-х годов поддержку сверху, так как СССР был заинтересован в хороших отношениях с кемалистской Турцией. Это не значит, что Айни «не принял» Советской власти, хотя подобные обвинения в его адрес и выдвигались, например Н. И. Бухариным.

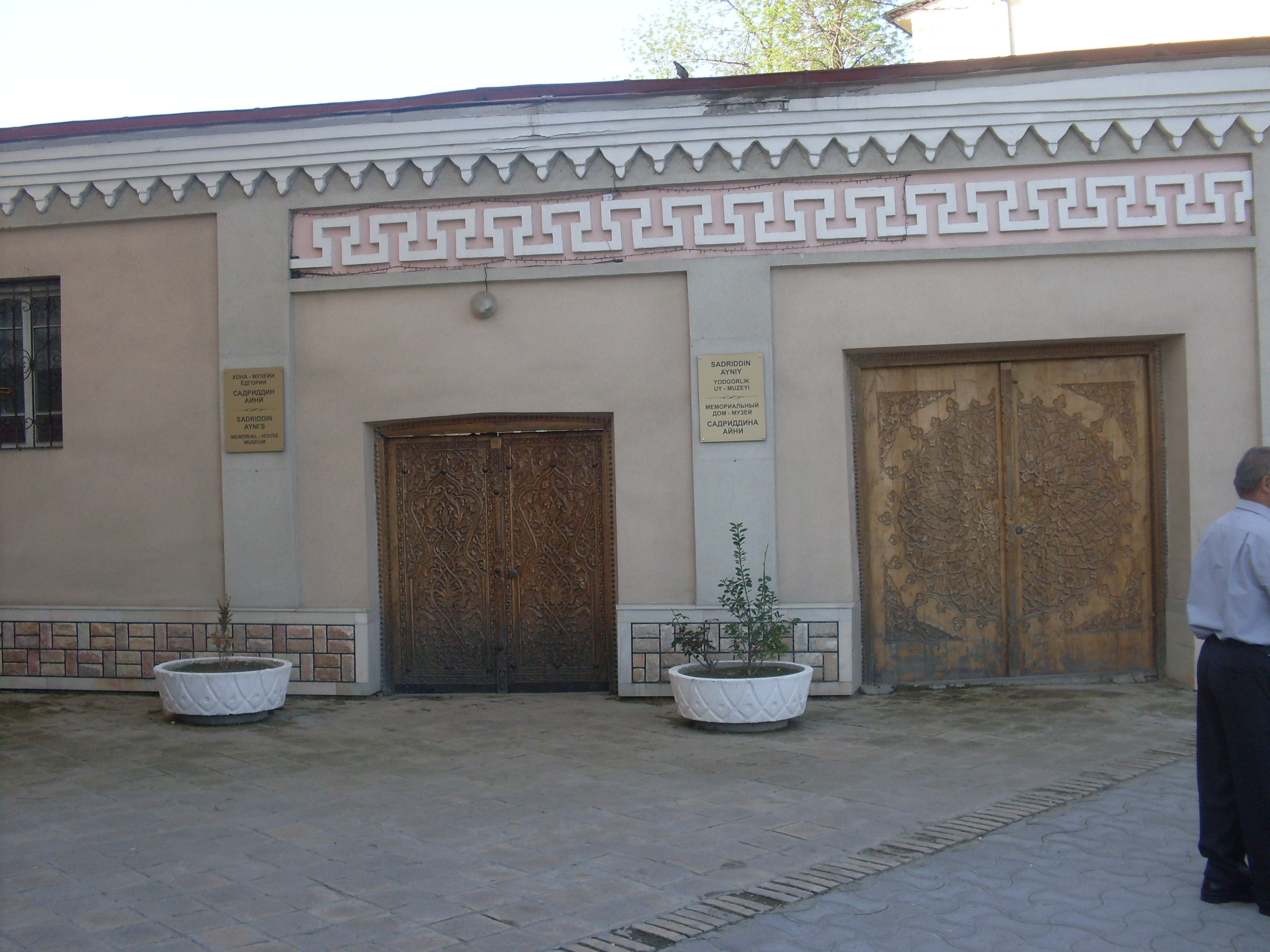
Дом-музей Садриддина Айни в Самарканде

Участник вскрытия гробницы Тамерлана в 1941 году, а также могилы основоположника классической поэзии фарси Рудаки. Встречался с И. В. Сталиным, М. Горьким, Я. Коласом, Ю. Фучиком, С. П. Бородиным.

## Семья
Дед С. Айни — Сайид Умар-ходжа, а отец — Саидмурад-ходжа. У него было несколько братьев. Садриддин Айни был женат на Салохат — младшей сестре джадида Вадуд Махмуда. Сын Камол Айни (1928—2010) и невестка Мукаддама Ашрафи. Дочери: Лутфия Айни (1934—2015) и Холида.

## Смерть

Памятник Максиму Горькому и Садриддину Айни в Душанбе

Умер 15 июля 1954 года в Сталинабаде (ныне Душанбе, Таджикистан). В том же году был возведён мавзолей С. Айни в Душанбе, а спустя 4 года вокруг мавзолея был построен парк имени Садриддина Айни. Имеются три дома-музея Айни:
- Дом-музей Садриддина Айни в Самарканде (Узбекистан);
- Дом-музей Садриддина Айни в Бухаре (Узбекистан);
- Дом-музей Садриддина Айни в Душанбе (Таджикистан).

## Награды и премии
- Сталинская премия второй степени (1950) — за книгу «Воспоминания» («Бухара»);
- три ордена Ленина (в том числе 23 апреля 1941 года[16] и 19 апреля 1948 года[17]);
- орден Трудового Красного Знамени (27 апреля 1953[18]);
- заслуженный деятель науки Таджикской ССР;Памятники Максима Горького и Садриддина Айни на стеле здания Союза писателей Таджикистана
- Почётный академик АН УзССР;

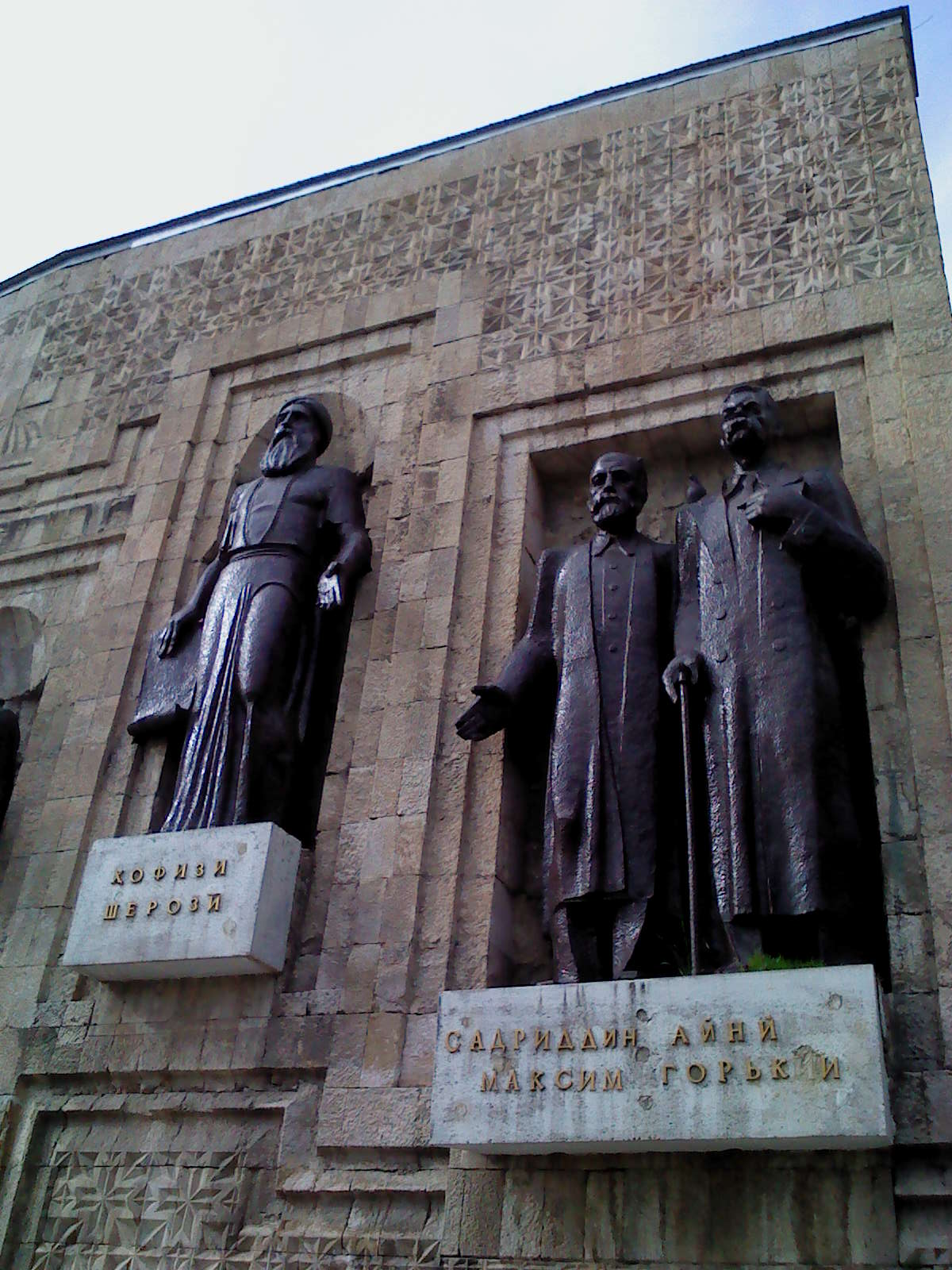
Памятники Максима Горького и Садриддина Айни на стеле здания Союза писателей Таджикистана

- Герой Таджикистана (8 сентября 1998 года) — посмертно;
- Орден «Буюк хизматлари учун» (Узбекистан, 2001) — посмертно[19]

## Ученики
- Консультировал И. М. Муминова при работе над докторской диссертацией.

## Экранизации
Роман «Дохунда» был дважды экранизирован:
- 1936 — Дохунда — сценарист Осип Брик, режиссёр Лев Кулешов, МежрабпомфильмСадриддин Айни на купюре пять сомони

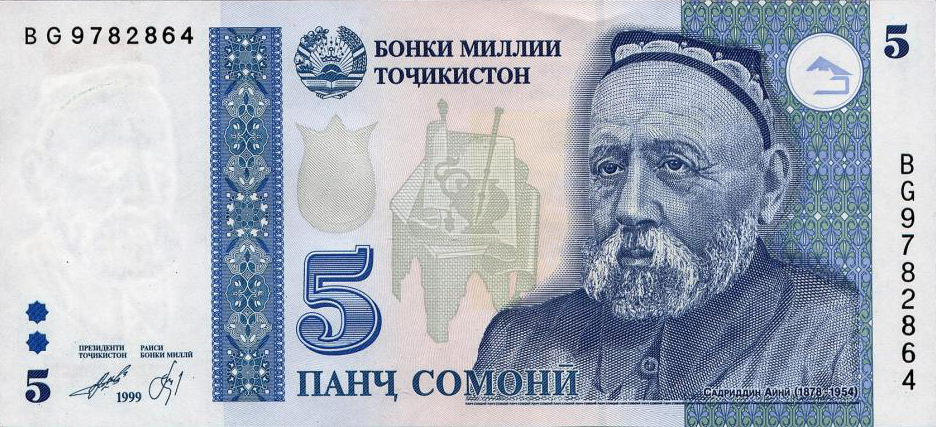
Садриддин Айни на купюре пять сомони

- 1956 — Дохунда — сценарист Виктор Шкловский, режиссёр Борис Кимягаров, Сталинабадская киностудия

Однако, первый фильм не был завершён (частично восстановлен в 2012 году Николаем Изволовым), а фильм 1956 года слабо основан на романе:

Взяв в руки Айни, я так боялся что-либо потерять, что набрал полные руки и, как человек, который понёс слишком много, многое потерял, особенно в последней части.— сценарист экранизации 1956 года Виктор Шкловский

## Память
- Мавзолей Садриддина Айни в Парке культуры и отдыха имени С. Айни (Душанбе, Таджикистан);
- Парк культуры и отдыха имени Садриддина Айни (Душанбе, Таджикистан);

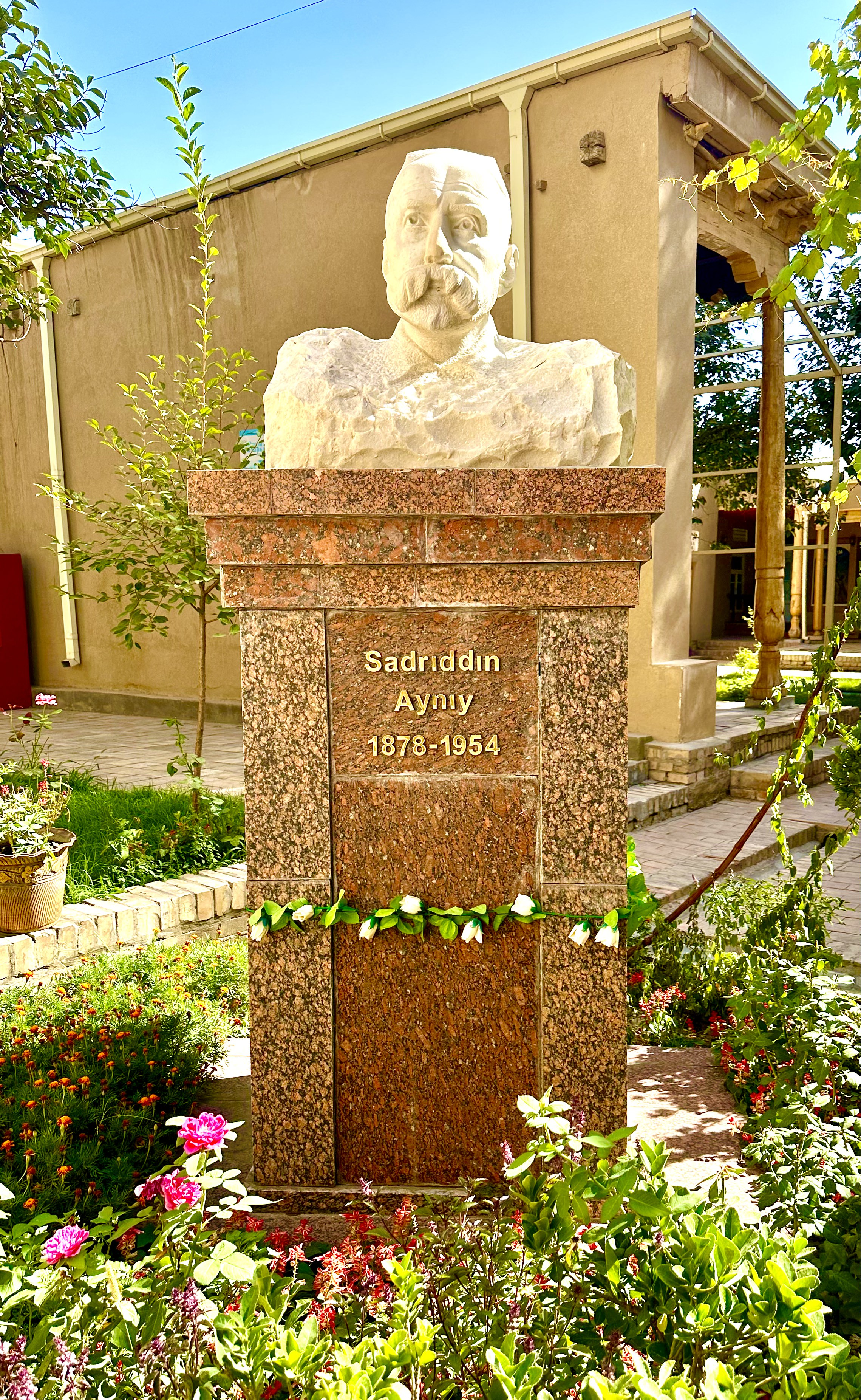
Бюст Садриддина Айни. Дом-музей Садриддина Айни (Самарканд), Узбекистан

- Бюст Садриддина Айни. Дом-музей Садриддина Айни (Самарканд), УзбекистанДом-музей Садриддина Айни на ул. Хамзы Хакимзода вместе с бюстом (Душанбе, Таджикистан);
- Дом-музей Садриддина Айни в кишлаке Сактари (Гиждуванский район, Бухарская область, Узбекистан)[21];
- Дом-музей Садриддина Айни в Регистане вместе с бюстом; Мемориальный музей Садриддина Айни основан 19 мая 1967 года согласно постановлению правительства Узбекистана от 16 июня 1964 года. В открытии принимали участие общественники,  руководители Узбекистана и Таджикистана[21];
- В 1960-е годы под редакцией Камола Айни, на узбекском языке были изданы сочинения Садриддина Айни в 8 томах (Узбекистан);
- Улица Садриддина Айни (Душанбе, Таджикистан);
- Улица Садриддина Айни (Самарканд, Узбекистан);
- Улица Айни (Бишкек, Киргизстан);
- Улица Садриддина Айни (Казань, Россия);
- Памятник Максиму Горькому и Садриддину Айни (Душанбе, Таджикистан);
- Памятник Садриддину Айни (Самарканд, Узбекистан);
- В 1958 году и в 1968 году были выпущены почтовые марки СССР, посвященные Садриддину Айни (Почта СССР);
- Портрет Садриддина Айни изображен на купюре достоинством 5 сомони 1999 года (валюта Республики Таджикистан);
- Бухарский областной узбекский театр музыкальной драмы и комедии имени Садриддина Айни (Бухара, Узбекистан);
- Самаркандский государственный педагогический институт имени Садриддина Айни (Самарканд, Узбекистан);
- Айнинский район Согдийской области (Таджикистан);
- Театр оперы и балета имени Садриддина Айни (Душанбе, Таджикистан);
- Таджикский государственный педагогический университет имени Садриддина Айни (Душанбе, Таджикистан);
- Союзом писателей Таджикистана учреждена литературная премия имени Садриддина Айни (Таджикистан);
- Самолёты Boeing 737 авиакомпании Somon Air носят имя Садриддина Айни (Таджикистан);
- Некоторые школы на территории Таджикистана и Узбекистана носят имя Садриддина Айни.